# Алирза Набдил
Алирза Набдил (азерб. Əlirza Nabdil Oxtay, перс. علیرضا نابدل‎; 1944, Тебриз — 1971) — иранский поэт и левый активист.

## Биография
Родился в Тебризе в 1943 году.
Получив среднее образование в Тебризе, он поступил на юридический факультет Тегеранского университета. Позже переехал в город Хой и работал там учителем. Вместе со своими друзьями создал в Тебризе организацию «Xalq Fədai Çerikləri».
Будучи учителем познакомился с писателем-учителем Самедом Бехранги, одним из прогрессивных интеллектуалов Южного Азербайджана, а затем с Амиром Парвизом Пуяном, одним из интеллектуалов с национальным духом. Вместе со своими друзьями Бахрузом Дехгани и Манаф Имани создал центральное ядро тебризского крыла организации «Иранские народные партизаны-фидаины», целью которого была подготовка народов, проживающих на территории Ирана, в том числе азербайджанцев как наиболее подвергающихся дискриминации народов к борьбе против шахского режима и обеспечение национального, морального и юридического равенства народов Ирана. Это привело к образованию в 1970 году народного движения, известное как «Черное вооруженное восстание» против королевского режима. Но из-за отсутствия какой-либо поддержки со стороны международных демократических сил оно было жестоко подавлено силой оружия, а его члены были рассеяны по разным частям Ирана и по решению организации занялись тайной деятельностью. Весной 1971 года Алирза был серьезно ранен и потерял сознание, когда в него стреляли правительственные чиновники во время вооружённой борьбы против правительства. Хотя его жестоко пытали знаменитые палачи САВАК Никтаб, Парвиз Сабит и их приспешники, они не смогли получить от него никакой информации о его товарищах и организации. Находясь на лечении в больнице под контролем полиции, Алирза хотел сбежать, прыгнув с третьего этажа больницы, как только у него появилась такая возможность. Были попытки самоубийства, но тщетные. Поэт, пойманный полицией и брошенный обратно в угол тюрьмы, более одиннадцати лет терпел пытки. Хотя длительные судебные процессы шесть раз приговаривали его к смертной казни, они не осмелились привести приговор в исполнение, поскольку не могли добиться от него слова. И только 13 марта 1972 года Алирза и его коллеги были казнены. Был похоронен на кладбище Бехишти Захра в Тегеране.